# Chevalier Tialys
Chevalier Tialys er en fiktiv gallivespiansk spion i Philip Pullmans trilogi om Det gyldne kompas i bogen Ravkikkerten. Han fungerer som en spion fra Lord Asriel og er sammen med hans partner Lady Salmakia, var oprindelig sendt ud for at hjælpe Lyra og Will. Han har mørkt hår og er beskrevet som "stærk, stolt og hensynsløs". Han går med capri-længde sølvbukser, grøn bluse og ingen sko på sine ansporede fødder. 
Tialys' første møde med børnene er, sammen med Lord Asriels styrker, da han ankommer til Mrs. Coulters grotte under den ordrer at tage børnene med til Lord Asriel. Lyra og Will har ikke rigtig nogen respekt for Gallivespianerne, før Lady Salmakia angriber og truer med at stikke Pantalaimon med sin spore, efter Lyra gjorde nar af deres størrelse (Gallivespianere er ikke mere end 10 cm høje og lever ikke særlig længe). Desværre er spionen nødt til at slippe Panatalaimon, da Will griber Tialys og truer med at knuse hans hoved mod en sten. Det er ikke en god start og begge parter er dybt krænket over den anden. Tialys fortsætter med at protesterer, når børnene giver spionerne ordrer, men han har intet andet valg end at adlyde. Tialys er en ekspert til at bruge et kommunikationsapperat, kaldet en lodestens-resonator, som han bruger til at sende hemmelige beskeder til hans overordnede, selvom han er blevet forbudt det af Will. Will er rasende over Tialys' handlinger og han undskylder overfor Will. 
Senere i bogen, må Tialys og Lady Salmakia, ledsage børnene til De Dødes Land. Tialys og Lyra har et varmt skænderi lige inden de skal af sted. Tialys forsøger at få Lyra til at gøre som han siger, men Lyra fortæller ham med store bogstaver, at han intet ved om hende og hvad hun føler. Efter dette bliver Tialys nødt til at give sig. Tialys kommer aldrig rigtig til at kunne lide pigen, men han beundrer hendes mod og hun hans. Selv i De Dødes Land, hvor de bliver angrebet af harpyen No-Name, forsvarer Tialys Lyra. Senere da han forhandler med harpyen, beundrer Lyra hans mod; harpyerne kunne dræbe ham med én klo og alligevel står han stolt og frygtløs. 
Tialys dør, da han angriber den klippegast der har sat kløerne i Lyras nakke. Især Will bliver ramt af sorg og græder hjerteskærende. Tialys bliver begravet i en grav ved siden af Lady Salmakia.